# Fomiónkovo
Fomiónkovo (en rus: Фомёнково) és un poble de l'óblast de Volgograd, a Rússia, segons el cens del 2010 tenia 92 habitants. Pertany al districte de Jírnovsk.